# President de Gàmbia
El primer president de Gàmbia fou l'antic primer ministre Sir Dawda Kairaba Jawara quan es va proclamar la república el 24 d'abril de 1970. Era el cap del Partit Popular Progressista i observava normes democràtiques. Fou enderrocat el 30 de juliol de 1981 per un esquerrà de nom Kukoi Samba Sanyang que tenia el suport de la Field Force (el petit exèrcit nacional), el qual va assolir el càrrec de president del consell nacional revolucionari.
Senegal va ocupar el país i va restablir a Jawara el 5 d'agost de 1981. Jawara fou enderrocat per segona vegada el 22 de juliol de 1994 pel tinent de la policia Yahya Abdul-Azziz Jemus Junkung Jammeh que va ocupar el càrrec de president del consell provisional de govern de les forces armades.
Celebrades eleccions el candidat oficial, el mateix Jammeh, retirat de l'exèrcit uns dies abans i al front d'un nou partit anomenat Aliança Patriòtica per la Reorientació i la Construcció (que utilitza el color verd com a distintiu, el mateix color que l'exèrcit), fou elegit com a president el 28 de setembre de 1996 (53%) i va entrar en funcions el 18 d'octubre de 1996; ha estat reelegit dues vegades (18 d'octubre de 2001 i 22 de setembre del 2006) amb més del 50% dels vots (53% el 2001 i 67% el 2006), però sempre amb limitada capacitat per l'oposició.
Fins i tot quan Jammeh va perdre les eleccions de desembre de 2016, ho va fer per només 19.000 vots. No va acceptar la derrota, però la pressió internacional i el desplegament de tropes de la Comunitat Econòmica d’Estats de l’Àfrica Occidental (CEDEAO) van forçar-lo a exiliar-se a Guinea Equatorial i permetre així que el 19 de febrer de 2017 Adama Barrow prengués el poder com a nou president electe.

## Presidents des de 1970
| Nom                  | Imatge       | Inici del govern     | Fi del govern        | Partit    |
| -------------------- | ------------ | -------------------- | -------------------- | --------- |
| Dawda Kairaba Jawara | Sense imatge | 24 d'abril de 1970   | 30 de juliol de 1981 | PPP       |
| Kukoi Samba Sanyang  | Sense imatge | 30 de juliol de 1981 | 5 d'agost de 1981    | (militar) |
| Dawda Kairaba Jawara | Sense imatge | 5 d'agost de 1981    | 22 de juliol de 1994 | PPP       |
| Yahya Jammeh         | Yahya Jammeh | 22 de juliol de 1994 | 18 d'octubre de 1996 | (militar) |
| Yahya Jammeh         | Yahya Jammeh | 18 d'octubre de 1996 | 19 de gener de 2017  | APRC      |
| Adama Barrow         | Adama Barrow | 19 de gener de 2017  | actualitat           | UDP       |

## Sigles dels partits
- PPP - People's Progressive Party
- UDP - United Democratic Party
- APRC - Alliance for Patriotic Reorientation and Construction